# Konstandinos Nikolau
Konstandinos (Kostas) Nikolau, gr. Κωνσταντίνος (Κώστας) Νικολάου (ur. 25 maja 1933 w Atenach, zm. 28 marca 2018) – grecki polityk, dziennikarz i publicysta, parlamentarzysta krajowy, od 1981 do 1984 poseł do Parlamentu Europejskiego I kadencji.

## Życiorys
Studiował filozofię, socjologię i teatrologię na uniwersytetach w Monachium i Gießen. Podjął pracę jako dziennikarz, na przełomie lat 60. i 70. był redaktorem naczelnym greckiego oddziału Deutsche Welle. Zajmował się również tłumaczeniami i publicystyką.
W okresie junty czarnych pułkowników współpracował z opozycyjnym Panhelleńskim Ruchem Wyzwolenia oraz Andreasem Papandreu. Następnie wstąpił Ogólnogreckiego Ruchu Socjalistycznego. W 1977 został członkiem Parlamentu Hellenów z okręgu Ateny A. Od 1 stycznia do 18 października 1981 wykonywał mandat posła do Parlamentu Europejskiego w ramach delegacji krajowej, następnie wybrany w wyborach powszechnych. Przystąpił do Partii Socjalistów, od 1982 do 1984 pozostawał wiceprzewodniczącym Europarlamentu. Należał m.in. do Komisji ds. Stosunków Gospodarczych z Zagranicą oraz Komisji ds. Polityki Regionalnej i Planowania Regionalnego. W późniejszym okresie działał w ugrupowaniu Wiosna Polityczna.
Jego brat Lambis Nikolau był szefem Helleńskiego Komitetu Olimpijskiego i wiceprzewodniczącym Międzynarodowego Komitetu Olimpijskiego.